# Pegomya setifemur
Pegomya setifemur är en tvåvingeart som beskrevs av Masayoshi Suwa 1984. Pegomya setifemur ingår i släktet Pegomya och familjen blomsterflugor.
Artens utbredningsområde är Nepal. Inga underarter finns listade i Catalogue of Life.